# Kistowo
Kistowo (kaszub. Czistowò) – wieś kaszubska w Polsce, położona w województwie pomorskim, w powiecie kartuskim, w gminie Sulęczyno. 
| SIMC    | Nazwa          | Rodzaj                 |
| ------- | -------------- | ---------------------- |
| 0174579 | Bielawki       | część wsi (do 2023 r.) |
| 0993455 | Borek Kamienny | część wsi (do 2023 r.) |
| 0174600 | Chojna         | część wsi (do 2023 r.) |
| 0174616 | Kistówko       | część wsi (do 2023 r.) |
| 0174622 | Kukułka        | część wsi              |
| 0174639 | Mokitko        | część wsi              |
| 0174645 | Przemielnica   | część wsi              |

W latach 1975–1998 wieś administracyjnie należała do województwa gdańskiego.